# Pantao Ragat
Pantao Ragat è una municipalità di quinta classe delle Filippine, situata nella Provincia di Lanao del Norte, nella Regione del Mindanao Settentrionale.
Pantao Ragat è formata da 20 baranggay:
- Aloon
- Banday
- Bobonga Pantao Ragat
- Bobonga Radapan
- Cabasagan
- Calawe
- Culubun
- Dilimbayan
- Dimayon
- Lomidong
- Madaya
- Maliwanag
- Matampay
- Natangcopan
- Pansor
- Pantao Marug
- Poblacion East
- Poblacion West
- Tangcal
- Tongcopan